# Pentalinon
Pentalinon es un género de fanerógamas de la familia Apocynaceae. Contiene  dos especies. Es originario de Florida hasta Guatemala y del Caribe.

## Descripción
Son plantas trepadoras con látex lechoso. Hojas opuestas, elípticas a elíptico-ovadas, 2–10 cm de largo y 1–5.5 cm de ancho, ápice acuminado, base redondeada, envés glabro a áspero-pubérulo, con característico aspecto ampollado-reticulado, eglandulares. Flores amarillas; sépalos lanceolados, 3–6 mm de largo, la corola tubular ca 1 cm de largo; anteras aglutinadas con la cabeza del estilo; ovario apocárpico. Fruto de 2 folículos, angostamente terete, 18–28 cm de largo y 4–7 mm de ancho; semillas apicalmente comosas.

## Taxonomía
El género fue descrito por Joachim Otto Voigt y publicado en Hortus Suburbanus Calcuttensis 523. 1845. La especie tipo es: Pentalinon suberectum (Jacq.) Voigt.

## Especies
- Pentalinon andrieuxii (Müll.Arg.) B.F.Hansen & Wunderlin
- Pentalinon luteum (L.) B.F.Hansen & Wunderlin